# Helmut Müller (Fußballspieler, 1925)
Helmut Müller (* 16. April 1925 in Worms; † 21. Dezember 2006 ebenda) war ein deutscher Fußballspieler.
Als Kriegsgefangener wurde Müller 1946 von Amerika nach England gebracht. Als Mitglied einer Gefangenenmannschaft erzielte er in einem Spiel gegen Bristol City einen Treffer. Nach seiner Rückkehr nach Deutschland schloss sich Müller 1947 Wormatia Worms an. In der Endrunde um die deutsche Meisterschaft 1949 erzielte er im Viertelfinale gegen Kickers Offenbach den 1:0-Führungstreffer für Worms. Nachdem das Spiel mit einem 2:2-Unentschieden geendet hatte, wurde ein Wiederholungsspiel angesetzt, in dem Müller und Worms unterlagen. Im DFB-Pokal 1952/53 erzielte er im Viertelfinale gegen Kickers Offenbach in der 85. Minute den Ausgleichstreffer zum 1:1 durch den Wormatia das Spiel zu einem 2:1-Sieg drehen konnte und das Halbfinale erreichte. Dort unterlag Worms trotz eines erneuten Torerfolgs von Müller gegen Alemannia Aachen mit 1:3. In der Endrunde um die deutsche Meisterschaft 1955 schied Müller trotz seines Treffers bei der 1:3-Niederlage gegen den späteren Deutschen Meister Rot-Weiss Essen in der Vorrunde, auf die direkt das Endspiel folgte, mit Wormatia Worms als Tabellenletzter der Gruppe 2 aus.
Als Trainer amtierte Müller beim FSV Oppenheim und von 1961 bis 1964 bei der Amateurmannschaft von Wormatia Worms.